# Campeonato de Segunda División 1914 (Argentina)
El Campeonato de Segunda División 1914 fue el decimosexto de la Segunda División y el decimoquinto de la tercera categoría en la era amateur. Se desarrolló entre finales de mayo y el 27 de diciembre.
Consagró campeón al Club Atlético San Lorenzo de Almagro por primera vez en su historia, tras vencer al Club Germinal por 5 a 2; y ascendió a Primera División, tras vencer por 3 a 0 a Honor y Patria de Floresta, campeón de División Intermedia. Por su parte, Germinal y Buenos Aires obtuvieron el ascenso a División Intermedia.

## Ascensos y descensos
| Relegados de la División Intermedia 1913 |
| ---------------------------------------- |
| Boca Alumni                              |
| Martínez                                 |
| Unión Excursionistas                     |
| Villa Calzada                            |

## Sistema de disputa
Los participantes fueron divididos en 3 secciones, donde se enfrentaron bajo el sistema de todos contra todos a dos ruedas. El ganador de cada sección obtuvo el ascenso a División Intermedia y accedió a la fase final, donde se enfrentaron por eliminación directa a único partido. El ganador de la final se consagró campeón.

### Ascenso a Primera
Inicialmente el campeón iba a ascender a División Intermedia. Sin embargo, tras la unión con la FAF, la AAF resolvió que dispute el ascenso a Primera División con el campeón de la División Intermedia.

## Equipos participantes
| Equipo                 | Ciudad         |
| ---------------------- | -------------- |
| Boca Alumni            | Buenos Aires   |
| Sportivo Buenos Aires  | Buenos Aires   |
| Cámara Mercantil (II)  | Lanús          |
| Ciudad de Londres      | Buenos Aires   |
| Flores                 | Buenos Aires   |
| Germinal               | Villa Lynch    |
| Gimnasia y Esgrima     | Buenos Aires   |
| Martínez               | Martínez       |
| River Plate (III)      | Buenos Aires   |
| Sage Rovers            | Buenos Aires   |
| San Fernando (II)      | San Fernando   |
| San Isidro (III)       | San Isidro     |
| San Lorenzo de Almagro | Buenos Aires   |
| Sportsman              | Olivos         |
| Unión Excursionistas   | Buenos Aires   |
| Villa Calzada          | Rafael Calzada |

Nota: No se dispone del listado completo de clubes que participaron.

## Sección B

### Tabla de posiciones
| Pos. | Equipo                  | Pts. | J  | G | E | P  | GF | GC | DG |
| ---- | ----------------------- | ---- | -- | - | - | -- | -- | -- | -- |
| 1.°  | Unión Excursionistas    |      |    |   |   |    |    |    |    |
| 1.°  | San Lorenzo de Almagro  |      |    |   |   |    |    |    |    |
|      | Cámara Mercantil (II)   |      |    |   |   |    |    |    |    |
|      | Ciudad de Londres       |      |    |   |   |    |    |    |    |
|      | Flores                  |      |    |   |   |    |    |    |    |
|      | Gimnasia y Esgrima (VD) |      |    |   |   |    |    |    |    |
|      | River Plate (III)       |      |    |   |   |    |    |    |    |
|      | Sage Rovers             |      |    |   |   |    |    |    |    |
|      | San Fernando (II)       |      |    |   |   |    |    |    |    |
|      | San Isidro (III)        |      |    |   |   |    |    |    |    |
|      | Villa Calzada           |      |    |   |   |    |    |    |    |
| 12.° | Sportsman               | 0    | 22 | 0 | 0 | 22 |    |    |    |

#### Desempate
| Desempate; 29 de noviembre de 1914                             | San Lorenzo de Almagro | 1:1     | Unión Excursionistas                                                                                              | Cancha de Olimpia, Buenos Aires |  |
| 14:05                                                          | V. Coll · Campos · Cortegoso · J. Coll · F. Monti · J. Monti · Perazzo · Silva · Xarau · Romero · Rodríguez · Perazzo (pen.) | Reporte | Julio · Seoane · Gradilone · Ghiano · Branda · Merlo · García · Bottino · Irigoyen · Passaneti · Gantes · Bottino |                                 |  |
| Unión Excursionistas jugó casi todo el partido con 10 hombres. | |         | |                                 |  |

| Segundo desempate; 6 de diciembre de 1914                        | San Lorenzo de Almagro | 5:0     | Unión Excursionistas                                                                  | Cancha de Banfield, Banfield |  |
|                                                                  | V. Coll · Campos · Cortegoso · J. Coll · F. Monti · J. Monti · Perazzo · Romero · Xarau · Silva · Gianella · Perazzo · Silva · Gianella · Romero · Gradilone (a.g.) | Reporte | Julio Seoane Gradilone Ghiano Branda Merlo García Bottino Hauschildt Passaneti Gantes |                              |  |
| Unión Excursionistas jugó gran parte del partido con 10 hombres. | |         |                                                                                       |                              |  |

### Resultados
| 19 de abril de 1914 | Unión Excursionistas | 4:2 | Sportsman |  |  |

| 26 de abril de 1914                                      | Unión Excursionistas                                                                                    | 2:1     | San Lorenzo de Almagro                                                                              | Estadio de Excursionistas, Buenos Aires |  |
|                                                          | Passalacqua; Ghiano y Thomas; Romero, Branda y Merlo; García, Bottino, Hauschildt, Passanetti y Gantes. | Reporte | J.Coll; Del Campo y Cortegoso; A.Coll, F.Monti y J.Monti; Perazzo, Silva, Xarau, Romero y Gianella. |                                         |  |
| San Lorenzo finalizó el partido jugando con 9 jugadores. | |         | |                                         |  |

| 3 de mayo de 1914                                                                | Sportsman | 0:0 | San Lorenzo de Almagro |  |  |
| Tras el retiro de Sportsman, los puntos fueron cedidos a San Lorenzo de Almagro. |           |     |                        |  |  |

| 3 de mayo de 1914 | Unión Excursionistas | 5:0 | Gimnasia y Esgrima (VD) |  |  |

| 10 de mayo de 1914 | San Lorenzo de Almagro | 14:1 | Sage Rovers |  |  |

| 10 de mayo de 1914 | Ciudad de Londres | 0:10 | Unión Excursionistas |  |  |

| 21 de mayo de 1914 | San Lorenzo de Almagro | 3:1 | San Isidro (III) |  |  |

| 21 de mayo de 1914 | Unión Excursionistas | 15:1 | Sage Rovers |  |  |

| 31 de mayo de 1914 | San Lorenzo de Almagro | 6:0 | River Plate (III) |  |  |

| 31 de mayo de 1914 | San Isidro (III) | 3:5 | Unión Excursionistas |  |  |

| 7 de junio de 1914 | Unión Excursionistas | 0:6 | San Lorenzo de Almagro |  |  |

| 26 de julio de 1914 | San Lorenzo de Almagro | 6:0 | Cámara Mercantil (II) |  |  |

| 2 de agosto de 1914 | Sportsman | 2:5 | San Lorenzo de Almagro |  |  |

| 9 de agosto de 1914 | Villa Calzada | 5:2 | San Lorenzo de Almagro |  |  |

| 2 de agosto de 1914 | River Plate (III) | 1:2 | San Lorenzo de Almagro |  |  |

## Fase final
La disputaron San Lorenzo, Buenos Aires y Germinal.

### Cuadro de desarrollo
|  | Semifinales            | Semifinales |                        |   | Final | Final |  |
|  |                        |             |                        |   |       |       |  |
|  |                        |             |                        |   |       |       |  |
|  |                        |             |                        |   |       |       |  |
|  |                        |             |                        |   |       |       |  |
|  |                        |             |                        |   |       |       |  |
|  |                        | Germinal    | 2                      |   |       |       |  |
|  |                        |             | 2                      |   |       |       |  |
|  |                        |             | San Lorenzo de Almagro | 5 |       |       |  |
|  | Buenos Aires (IM)      | 0           | San Lorenzo de Almagro | 5 |       |       |  |
|  | Buenos Aires (IM)      | 0           |                        |   |       |       |  |
|  | San Lorenzo de Almagro | 1           |                        |   |       |       |  |
|  | San Lorenzo de Almagro | 1           |                        |   |       |       |  |
|  |                        |             |                        |   |       |       |  |

### Final
| 27 de diciembre de 1914 | Germinal                                                                            | 2:5 (1:2) | San Lorenzo de Almagro                                                                  | Cancha de Banfield, Banfield |  |
|                         | Julio Seoane Gradilone Ghiano Branda Merlo García Bottino Irigoyen Passaneti Gantes | Reporte   | V. Coll Campos Cortegoso J. Coll F. Monti J. Monti Perazzo Silva Xarau Romero Rodríguez |                              |  |

## Reestructuración
El 1.° de diciembre de 1914, la Asociación Argentina resolvió, previo a la disputa de la final del campeonato, que el campeón disputara ante el campeón de División Intermedia el derecho al ascenso a Primera División.
| 1 de enero de 1915 | Honor y Patria                                                                                             | 0:3 (0:1) | San Lorenzo de Almagro | Estadio de Ferro Carril Oeste, Buenos Aires |  |
|                    | Paganini Pizzicaro Jacobini J. M. Braña Mondotte Cabigoia A. Braña Leal Zunino J. Maidana Cavattorta Ayala | Reporte   | J. Coll · A. Coll · Del Campo · J. Monti · F. Monti · Calcagno · Perazzo · Romero · Xarau · Silva · Gianella · 32' Xarau · 72' Perazzo · 80' (a.g.) Mondotte |                                             |  |